# Margaret Taylor
Margaret Taylor, née Margaret Mackall Smith le 21 septembre 1788 dans le comté de Calvert et morte le 14 août 1852 à Pascagoula, est l'épouse de Zachary Taylor, président des États-Unis. Elle est ainsi Première dame des États-Unis entre 1849 et 1850.

## Biographie
Elle épousa Zachary Taylor en 1810, accompagnant son mari dans ses affectations à la frontière américaine. Elle a eu six enfants, dont deux sont morts en bas âge tandis que les quatre autres ont été envoyés dans des pensionnats dans l’est des États-Unis. Après une brève période de vie domestique stable dans les années 1840, son mari est élu président des États-Unis à sa grande consternation en 1848. Elle a géré la Maison-Blanche depuis la résidence à l’étage, tout en déléguant ses responsabilités d’hôtesse de la Maison-Blanche à sa fille Mary Elizabeth Bliss. Elle a été très solitaire tout au long de son mandat de Première dame, qui a pris fin brusquement avec la mort de son mari en 1850. Elle vécut dans l’obscurité jusqu’à sa mort deux ans plus tard.

## Source
- (en) Cet article est partiellement ou en totalité issu de l’article de Wikipédia en anglais intitulé « Margaret Taylor » (voir la liste des auteurs).